# Coenonympha latefulva
Coenonympha latefulva är en fjärilsart som beskrevs av Ruggero Verity 1953. Coenonympha latefulva ingår i släktet Coenonympha och familjen praktfjärilar. Inga underarter finns listade i Catalogue of Life.